# نايجل هيغينز
نايجل هيغينز (بالإنجليزية: Nigel Higgins)‏ هو لاعب قذف أيرلندي، ولد في 1980 في راثنور ‏ في جمهورية أيرلندا.